# Bellinzago Novarese
Bellinzago Novarese é uma comuna italiana da região do Piemonte, província de Novara, com cerca de 9.017 habitantes. Estende-se por uma área de 39 km², tendo uma densidade populacional de 214 hab/km². Faz fronteira com Caltignaga, Cameri, Lonate Pozzolo (VA), Momo, Nosate (MI), Oleggio.

## Demografia
| Variação demográfica do município entre 1861 e 2011                               |
|                                                                                   |
| Fonte: Istituto Nazionale di Statistica (ISTAT) - Elaboração gráfica da Wikipedia |